# Baía de Baffin

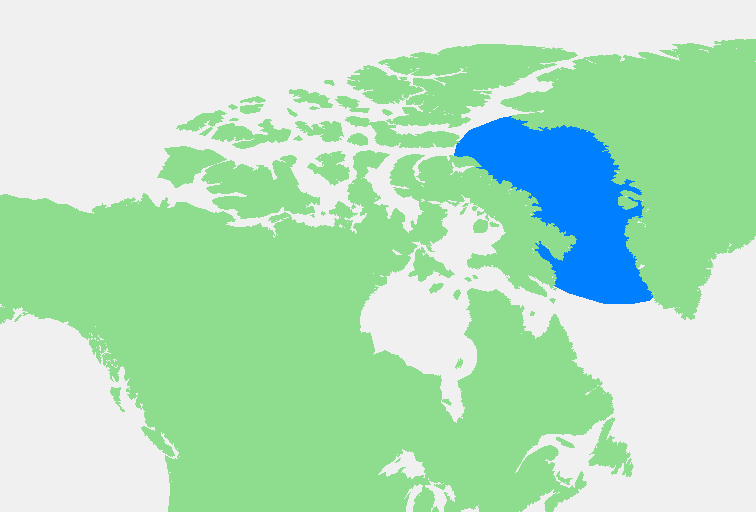
Baía de Baffin

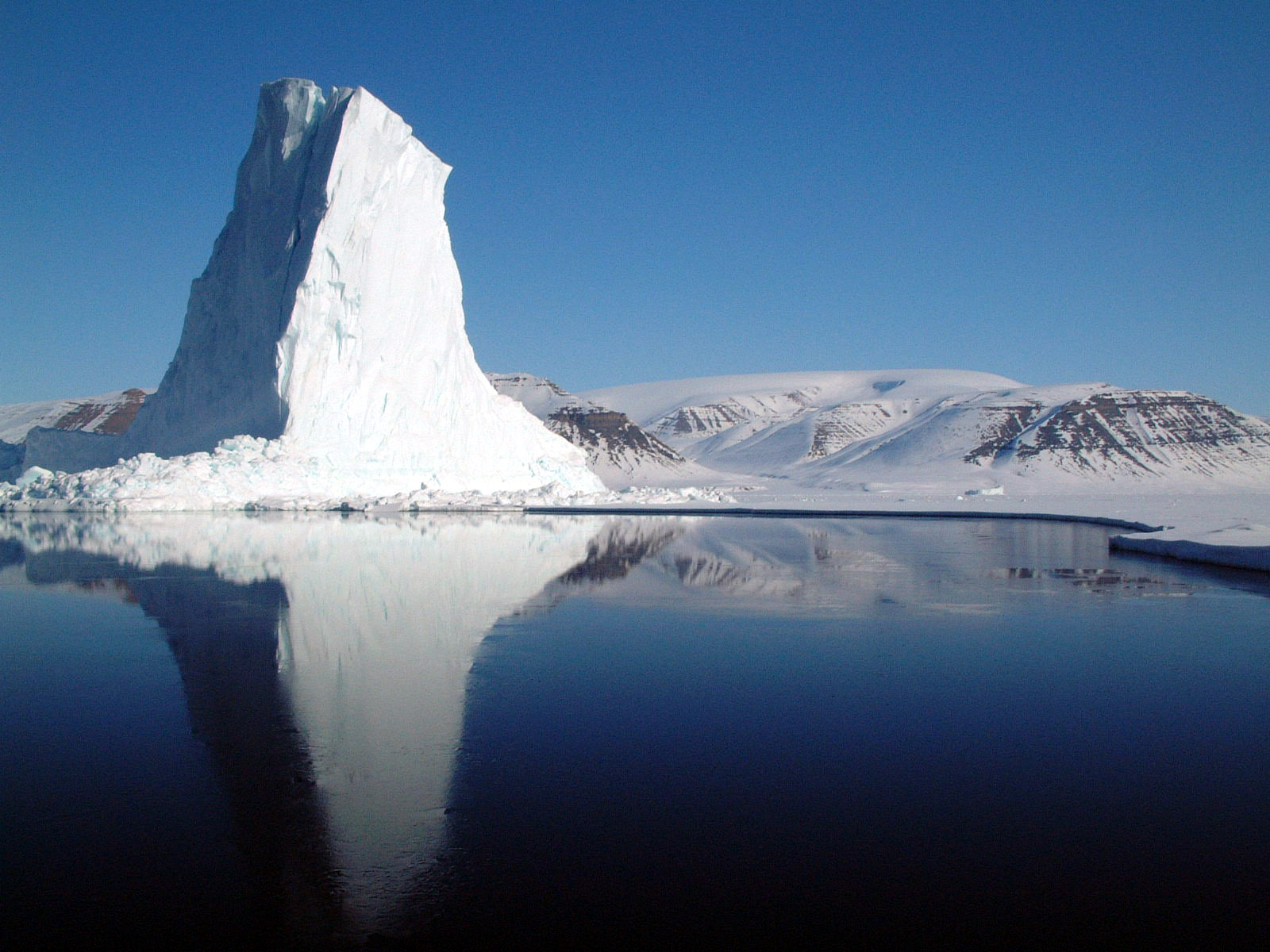
Iceberg na baía de Baffin

A baía de Baffin (em inglês:Baffin Bay; em dinamarquês: Baffinbugten) é um braço de mar entre o nordeste do Canadá e o leste da Gronelândia.  
Estabelece a ligação entre os oceanos Ártico e Atlântico. É limitado a leste pela Gronelândia, a oeste pela ilha de Baffin e a norte pela ilha Ellesmere, as duas últimas fazendo parte do arquipélago Ártico Canadiano. 
A baía tem o nome do explorador e navegador William Baffin, que foi a primeira pessoa a navegar nela, em 1616.